# USS Theodore Roosevelt (CVN-71)
La USS Theodore Roosevelt, soprannominata the Big Stick o TR, è la quarta portaerei appartenente alla classe Nimitz, in forze alla United States Navy. Entrata in servizio nell'ottobre 1986, prende il nome dal 26º presidente degli Stati Uniti d'America, Theodore Roosevelt.

## Storia

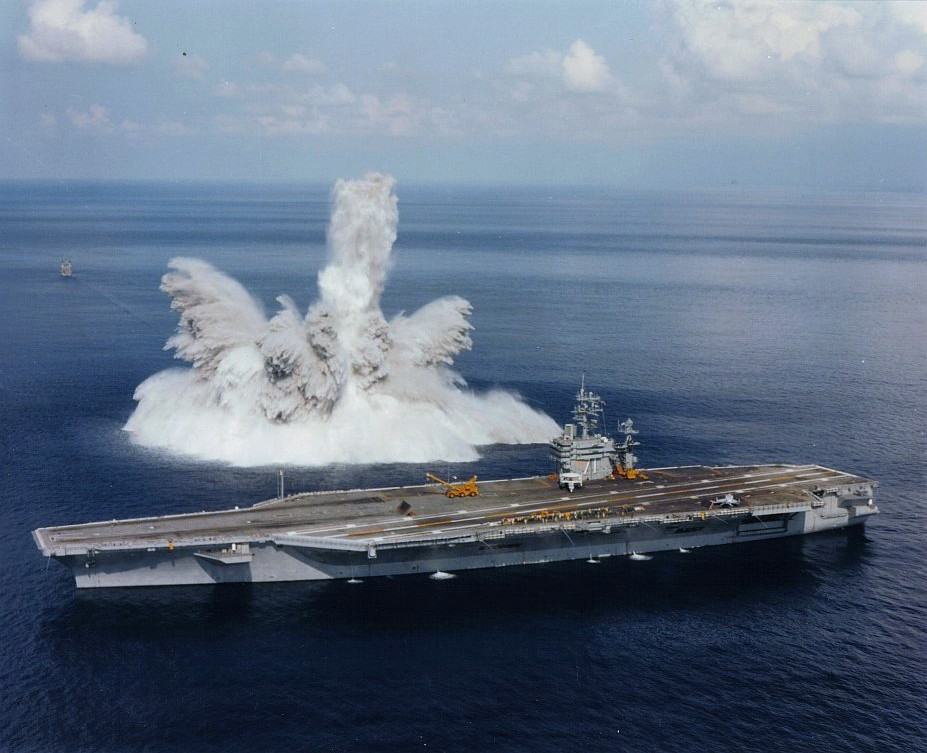
Shock Test sulla TR durante le prove in mare nel 1987

Dopo i controlli preliminari e le prove in mare, la Theodore Roosevelt cominciò il suo viaggio di inaugurazione il 30 dicembre 1988. La nave pattugliò il Mar Mediterraneo, il Mar Rosso e il Golfo Persico prima di rientrare il 1º giugno 1989.

### Guerra del Golfo
Il 28 dicembre 1990 la Theodore Roosevelt cominciò ad operare nell'ambito dell'Operazione Desert Shield, giungendo nel Golfo Persico il 9 gennaio 1991. Gli aerei della TR vennero in seguito impiegati nell'Operazione Desert Storm con più di 4 200 missioni fino al cessate-il-fuoco del 28 febbraio.
Quando gli iracheni attaccarono le minoranze curde nel nord dell'Iraq la Theodore Roosevelt fu la prima portaerei della Coalizione ad impiegare i propri velivoli nel pattugliamento della no-fly zone e nell'Operazione Provide Comfort. Dopo 169 giorni in mare la Theodore Roosevelt fece ritorno in patria, a Norfolk, il 28 giugno 1991.

### 1993-1999
L'11 marzo 1993 la Theodore Roosevelt iniziò il suo terzo incarico. Mentre la nave era ancora nella zona di Virginia Capes, il presidente Bill Clinton fece visita all'equipaggio per diverse ore, in quello che era la sua prima visita in una nave della Marina.
La Theodore Roosevelt operò nel Mare Adriatico nella no-fly zone statunitense sopra la Bosnia. In giugno venne ordinato alla TR di transitare attraverso il Canale di Suez e il Mar Rosso per partecipare all'Operazione Southern Watch, attuata in Iraq. Nel settembre 1993 la portaerei fece ritorno in patria.
Dal novembre 1993 all'aprile 1994 la Theodore Roosevelt subì una veloce revisione nella base di Norfolk.
Nel marzo 1995 iniziò per la TR il quarto incarico, secondo il quale operò nel Mar Rosso in supporto all'Operazione Southern Watch, all'Operazione Deny Flight e all'Operazione Sharp Guard sopra i cieli dell'Adriatico e della Bosnia. In settembre la Theodore Roosevelt fece ritorno a Norfolk.
Il 25 novembre 1996 iniziò la sesta missione il cui obiettivo era il supporto all'Operazione Southern Watch nel Mar Mediterraneo e nel Golfo Persico. La nave fece ritorno nel maggio 1997.
L'8 luglio 1997 la Theodore Roosevelt entrò nel cantiere Newport News Shipbuilding per una revisione di un anno intero, la prima revisione completa dal varo. La portaerei tornò a Norfolk il 2 luglio 1998.

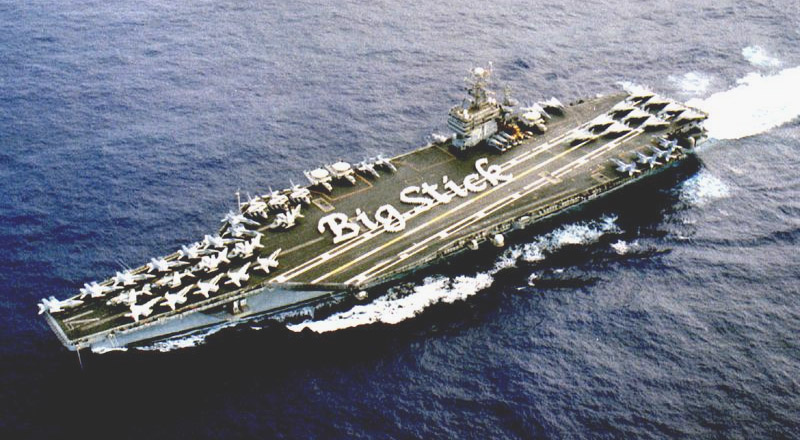
La TR in viaggio nel 1999

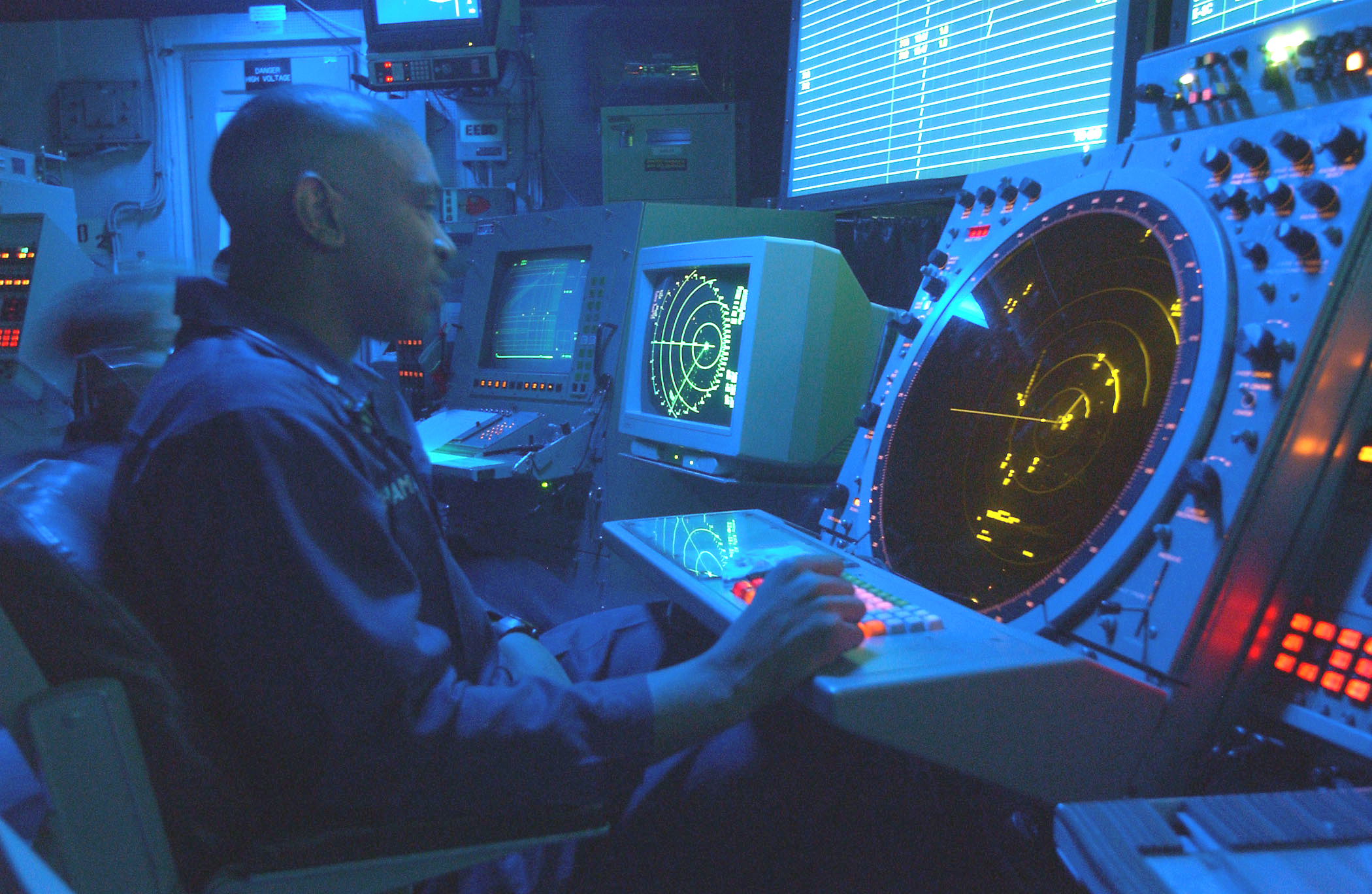
Un controllore del traffico aereo mentre controlla il radar

Dal 1º febbraio al 4 marzo 1999 la Theodore Roosevelt partecipò ad esercitazioni su larga scala insieme alla Marina brasiliana e ad altre imbarcazioni della NATO. Durante l'esercitazione la TR venne "affondata", da un sottomarino tedesco, assieme ad altre 8 navi americane.
La Theodore Roosevelt iniziò la sesta missione il 26 marzo 1999, venne subito chiamata al dovere nel Mar Ionio nell'ambito dell'operazione della NATO Allied Force. Gli aerei della TR condussero diverse missioni in Kosovo contro i serbi; in seguito venne loro ordinato di rinforzare il dispiegamento di forze della Coalizione nell'Operazione Southern Watch in Iraq, il 24 settembre 1999 rientrò nel porto di Norfolk.
Il 10 gennaio 2000 cominciò un'incrementazione dell'efficacia (in inglese, PIA) della Theodore Roosevelt che durerà per i successivi sei mesi, a Portsmouth in Virginia.

### Anni 2000
Dopo gli attentati dell'11 settembre 2001 la Theodore Roosevelt ricevette il settimo incarico, imbarcandosi il 19 settembre. La notte del 4 ottobre la TR lanciò il primo attacco dell'Operazione Enduring Freedom contro Al-Qaida in Afghanistan dal Mar Arabico. La Theodore Roosevelt spese i successivi 159 giorni in mare, battendo ogni record di durata dalla seconda guerra mondiale.
La TR fece ritorno a Norfolk il 27 marzo 2002. Dall'ottobre dello stesso anno subì un ulteriore incremento della sua efficacia.

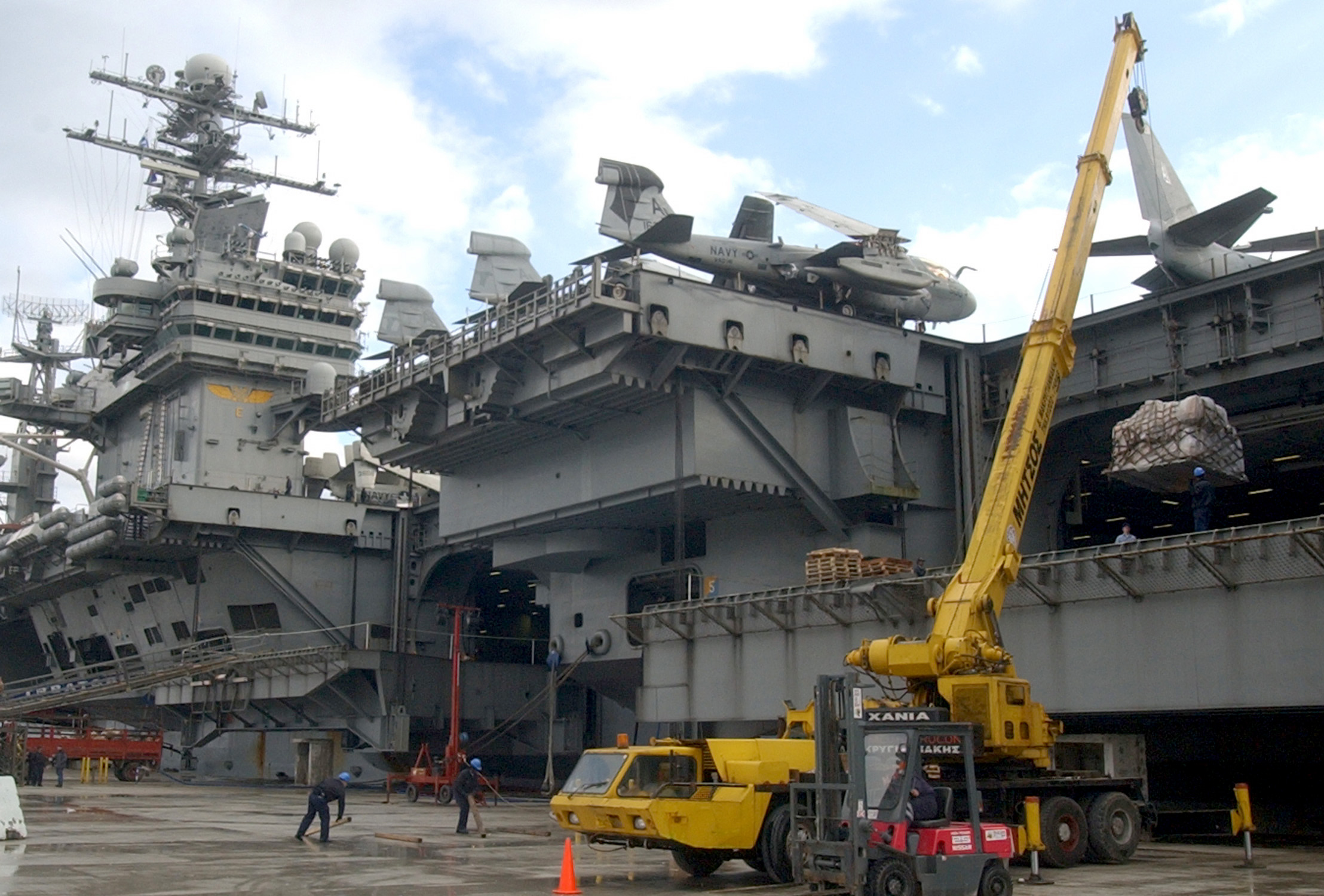
La Theodore Roosevelt riceve un cargo in un porto NATO

Il 6 gennaio la portaerei cominciò una serie di operazioni di addestramento vicino a Porto Rico. Alla fine di gennaio venne ordinato alla TR di attraversare l'Atlantico ed entrare nel Mar Mediterraneo. Prima di procedere attraverso l'oceano venne aggregato alla portaerei uno squadrone aereo di riserva, per la prima volta dalla guerra di Corea.
A febbraio la Theodore Roosevelt giunse nell'est del Mediterraneo. Il 22 marzo 2003 la TR, assieme alla USS Harry S. Truman, cominciò a far decollare i bombardieri che colpirono poi l'Iraq, come stabilito nell'ambito dell'Operazione Iraqi Freedom.
Il 26 maggio la Theodore Roosevelt ritornò in patria.
Il 19 febbraio 2004 la TR iniziò un periodo di dieci mesi durante il quale incrementarono ulteriormente i suoi sistemi e verificarono l'efficienza della nave stessa a Portsmouth, Virginia.

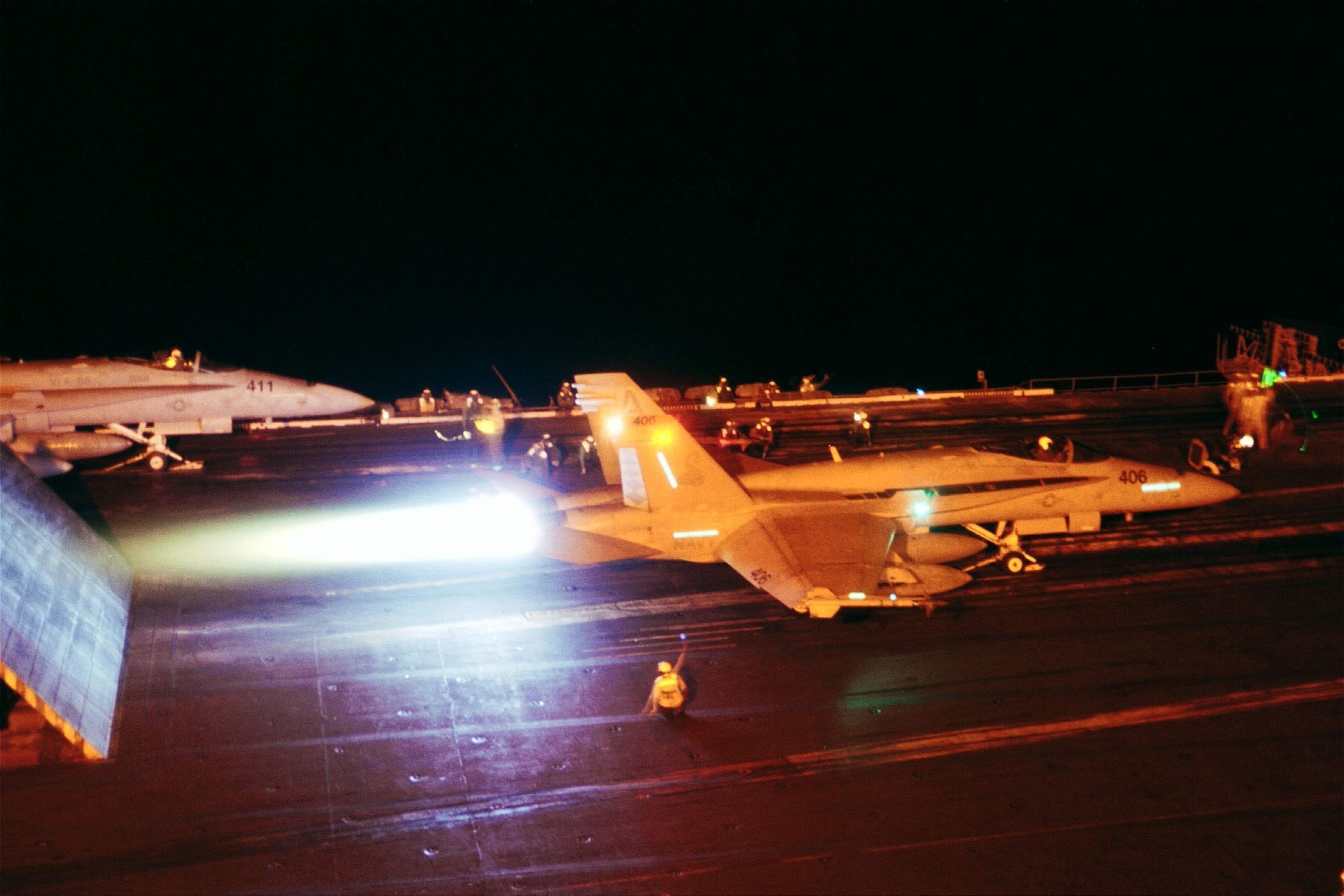
Un F/A-18 “Hornet”, con i post bruciatori accesi, pronto ad essere catapultato dal ponte di decollo

Il 1º settembre 2005 la Theodore Roosevelt si imbarcò per una missione di sei mesi nel Golfo Persico, in supporto all'Operazione Iraqi Freedom, attraversando il Canale di Suez il 27 settembre e iniziando le operazioni militari vere e proprie il 6 ottobre.
Questa missione fu l'ultima per gli F-14 Tomcat prima del loro ritiro nel 2006. La Theodore Roosevelt fece ritorno in patria l'11 marzo 2006.
Il 7 marzo 2007 ebbe inizio un ulteriore ampliamento degli armamenti. La nave ritornò a Norfolk il 28 novembre 2007.
Tra il 21 e il 31 luglio la Theodore Roosevelt partecipò ad una serie di esercitazioni assieme ad alcune imbarcazioni della Marina brasiliana, britannica e francese.
La TR salpò da Norfolk l'8 settembre 2008 per il medio oriente.
Il 4 ottobre la nave si fermò a Città del Capo in Sudafrica ma a causa delle condizioni atmosferiche avverse l'equipaggio non ebbe la possibilità di visitare la città; la portaerei in seguito dispiegò il proprio equipaggio nell'Operazione Enduring Freedom con più di 3 100 missioni, in Afghanistan.
Il 21 marzo 2009 la Theodore Roosevelt fu sostituita dalla USS Dwight D. Eisenhower. La portaerei giunse a Norfolk il 18 aprile.
Il 26 agosto 2009 la società Northrop Grumman firmò un contratto con il governo di 2.4 miliardi di dollari per effettuare una completa revisione della Theodore Roosevelt.

## Comandanti
Lista di comandanti dell'USS Theodore Roosevelt e relativa data di assunzione del comando:
- Captain Paul Whitney "Wick" Parcells: 25 ottobre 1986;
- Captain Dayton William Ritt: 3 ottobre 1987;
- Captain Charles Stevenson "Steve" Abbot: 9 giugno 1990;
- Captain Stanley Walter Bryant: 27 agosto 1992;
- Captain Ronald Lee Christenson: 8 luglio 1994;
- Captain David Architzel: 1 novembre 1996;
- Captain David Ross Bryant: 22 settembre 1998;
- Captain Richard John "Spanky" O'Hanlon: 22 marzo 2001;
- Captain Johnny Lee "Turk" Green: 25 giugno 2003;
- Captain John R. Haley: 9 giugno 2005;
- Captain Charles Ladd Wheeler: 11 gennaio 2008;
- Captain William Joseph "Billy" Hart: 28 luglio 2010;
- Captain Daniel Christopher Grieco: 28 febbraio 2013;
- Captain Craig A. "Clap" Clapperton: 21 luglio 2015;
- Captain Carlos Abel "Los" Sardiello II: 27 luglio 2017;
- Captain Brett Elliott Crozier: 1 novembre 2019;
- Captain Daniel Jacob Keeler: 2 aprile 2020;
- Captain Carlos Abel "Los" Sardiello II:  6 aprile 2020;
- Captain Eric Jose Anduze: 31 luglio 2020;
- Captain Brian Theodore "Mush" Schrum: 28 ottobre 2022.

## Riconoscimenti
|                                                                                     |  |                                                         |  |                                                                       |
| Template:Ribbon devices/alt                                                         |  |                                                         |  |                                                                       |
| Bronze star · Bronze star · Template:Ribbon devices/alt                             |  | Bronze star · Bronze star · Template:Ribbon devices/alt |  | Template:Ribbon devices/alt                                           |
| Bronze star · Template:Ribbon devices/alt                                           |  | Template:Ribbon devices/alt                             |  | Bronze star · Bronze star · Bronze star · Template:Ribbon devices/alt |
| Bronze star · Bronze star · Bronze star · Bronze star · Template:Ribbon devices/alt |  | Template:Ribbon devices/alt                             |  | Template:Ribbon devices/alt                                           |
| Bronze star · Template:Ribbon devices/alt                                           |  | Template:Ribbon devices/alt                             |  | Template:Ribbon devices/alt                                           |

## Nella cultura di massa
- La Theodore Roosevelt compare nel film del 2009 Transformers - La vendetta del caduto. La portaerei compare durante l'attacco alieno alla Terra, venendo affondata dai Decepticon al largo della East Coast.
- Nel film Top Gun: Maverick è la portaerei su cui stanziano Maverick (Tom Cruise) e Rooster (Miles Teller)